# Diospilus contractus
Diospilus contractus är en stekelart som beskrevs av Papp 1993. Diospilus contractus ingår i släktet Diospilus och familjen bracksteklar. Inga underarter finns listade i Catalogue of Life.